# 13262 Ruhiyusuf
13262 Ruhiyusuf eller 1998 QF17 är en asteroid i huvudbältet som upptäcktes den 17 augusti 1998 av LINEAR i Socorro County, New Mexico. Den är uppkallad efter Ruhi Yusuf.